# シュホーフツィ駅
シュホーフツィ駅（Шуховцы）はベラルーシのヴィーツェプスク州にある、ベラルーシ鉄道（БЖД）の鉄道駅。ロシアとの国境に近く、国境を越えた先にはクラスノエ駅がある。1日に数本程度列車が停車する。

## 駅構造
1面2線を有する地上駅。

## 歴史
- 1887年 - 開業。

## 隣の駅
ベラルーシ鉄道
ミンスク・ヴォルシャ鉄道
Киреево駅 - シュホーフツィ駅 - （国境） - クラスノエ駅